# Nguyễn Khắc Trường
Nguyễn Khắc Trường (1946–2024) là một nhà văn nổi tiếng tại Việt Nam. Ông được biết đến nhiều với tác phẩm Mảnh đất lắm người nhiều ma. Ông được Nhà nước Việt Nam trao tặng Giải thưởng Nhà nước về Văn học Nghệ thuật vào năm 2007.

## Cuộc đời và sự nghiệp
Nguyễn Khắc Trường (bút danh Thao Trường) sinh ngày 6 tháng 7 năm 1946 tại Đồng Hỷ, Thái Nguyên. 
Năm 1965, ông nhập ngũ, phục vụ trong Quân chủng Phòng không - Không quân. Năm 1979, ông học khoá I Trường viết văn Nguyễn Du. Sau khi tốt nghiệp, ông chuyển về làm biên tập viên văn xuôi tại tạp chí Văn nghệ Quân đội. Năm 1993 ông chuyển ngành với quân hàm Trung tá, về công tác tại tổ văn xuôi của báo Văn nghệ rồi làm Phó Tổng biên tập Báo Văn Nghệ. Năm 2003, ông chuyển sang làm Phó giám đốc, Tổng biên tập Nhà xuất bản Hội nhà văn đến năm 2009 thì nghỉ hưu, chuyển sang làm Chủ tịch Hội đồng Văn xuôi của Hội nhà văn Việt Nam khóa VIII (2010-2015).
Là một nhà văn viết về thể loại các tác phẩm Tiểu thuyết và Truyện ngắn, trong đó tác phẩm được xem là tiêu biểu nhất của ông Mảnh đất lắm người nhiều ma. “Mảnh đất lắm người nhiều ma” từ khi xuất hiện trên văn đàn đã được nhiều nhà phê bình, nghiên cứu cũng như bạn đọc quan tâm, được dịch ra tiếng nước ngoài, là đề tài nghiên cứu của nhiều luận văn, luận án thạc sĩ, tiến sĩ và đặc biệt năm 2011 được chuyển thể thành kịch bản phim truyền hình dài tập nổi tiếng “Đất và người” (Biên kịch nhà văn Khuất Quang Thụy, đạo diễn Nguyễn Hữu Phần và Phạm Thanh Phong). Với tác phẩm này, Nguyễn Khắc Trường đã ghi dấu ấn tên tuổi của mình lâu dài trong đời sống văn học Việt Nam.
Ông được tặng Giải thưởng Nhà nước về văn học Nghệ thuật năm 2007, với các tập truyện ngắn: Thác rừng, Miền đất mặt trời và tiểu thuyết Mảnh đất lắm người nhiều ma.
Ông qua đời ngày 2 tháng 10 năm 2024.

## Tác phẩm
- Cửa khẩu (Tập truyện vừa, 1972)
- Thác rừng (Tập truyện ngắn, 1976)
- Mảnh đất lắm người nhiều ma (tiểu thuyết), 1990
- Miền đất Mặt trời (tập truyện), 1982

## Giải thưởng
- Giải thưởng cuộc thi truyện ngắn báo Văn nghệ và Đài tiếng nói Việt Nam 1986 với tác phẩm Gặp lại anh hùng Núp.
- Tiểu thuyết Mảnh đất lắm người nhiều ma, giải thưởng Hội nhà văn Việt Nam 1991

## Vinh danh
- Giải thưởng Nhà nước về văn học và nghệ thuật năm 2007